# Traité sur l'espace
- signé et ratifié
- signé seulement

 Voir le traité sur Wikisource
Traité d'interdiction partielle des essais nucléaires (1963) Traité de Tlatelolco (1967)
Le traité sur l'espace ou traité sur les principes régissant les activités des États en matière d'exploration et d'utilisation de l'espace extra-atmosphérique, y compris la Lune et les autres corps célestes est un traité international ratifié en 1967 relatif à l'exploration et à l'utilisation de l'espace extra-atmosphérique.
Ce traité a permis de poser les fondements juridiques de l'exploration de l'espace à une époque où les États-Unis et l'URSS étaient tous deux lancés dans l'exploration de l'espace et la course à la Lune.

## Entrée en vigueur
Le Comité des utilisations pacifiques de l'espace extra-atmosphérique de l'Assemblée générale des Nations unies et son Sous-Comité juridique définit, dès sa création en 1959, les grands principes du droit spatial international. C'est dans le cadre de ce comité qu'est élaboré en 1966 le traité qui prévoit la non militarisation de la Lune et des corps célestes ainsi que l'interdiction de la mise sur orbite d'armes nucléaires. Ce traité est signé par les États-Unis, le Royaume-Uni et l'Union soviétique le 27 janvier 1967, est ratifié à l'unanimité par le Sénat américain et entre en vigueur le 10 octobre 1967. Il est signé par la France le 5 août 1970.

## Contenu du traité
Le traité prévoit (articles 1er et 2) une liberté d'accès des États à l'espace extra-atmosphérique, sans que l'un d'entre eux puisse se l'approprier.
Il interdit (article 4) la mise en place d'armes nucléaires ou de toute autre forme d'arme de destruction massive sur l'orbite de la Terre, leur installation sur la Lune ou tout autre corps céleste, voire leur stockage dans l'espace hors de la Terre.
Ce traité limite exclusivement l'utilisation de la Lune et tout autre corps céleste à des fins non guerrières, et interdit explicitement leur usage pour tester des armes quel qu'en soit le type, conduire des manœuvres militaires, établir des bases militaires, des installations ou des fortifications. Les gouvernements terriens sont de plus interdits de s'arroger une ressource stellaire comme la leur, telle que la Lune ou une planète.
Les États s'obligent également à prêter assistance aux astronautes, quelle que soit leur nationalité (article 5).
Le traité institue (article 6) une responsabilité des États pour les activités commises dans l'espace extra-atmosphérique non seulement par des organismes gouvernementaux mais également par des entités non gouvernementales, par exception aux règles habituelles du droit international. Il indique que les activités non-gouvernementales dans l'espace, comprenant la Lune et les corps célestes, doivent obtenir l'autorisation préalable, puis la surveillance permanente de l'État membre concerné par le traité. L'État est également (article 7) responsable des dommages causés par le lancement d'un objet dans l'espace.

## Prolongements
La propriété de la Lune (et des autres corps célestes) dépend de ce traité ainsi que de l'accord sur la Lune signé en 1979, qui en constitue une continuation. Les experts des Nations unies déclarent que le statut de Lune revient à un concept légal de res nullius, qui signifie que personne ne la détient. Un concept analogue régit la haute mer hors zone territoriales ainsi que l'Antarctique.
Les déclarations de ce traité pour restreindre le contrôle de la propriété privée font fréquemment l'objet de discussions de la part de ceux qui revendiquent une habilitation à vendre des titres de terrains situés sur la Lune ou sur tout autre corps, mais ces prétentions n'ont jamais été validées par la justice.
En novembre 2015, une loi américaine baptisée SPACE Act interprète le traité sur l'espace en autorisant les entreprises des États-Unis à s'emparer des ressources extraites dans l'espace, sans pour autant privatiser l'espace en soi,.
En 2020, les États-Unis annoncent la signature par sept pays des Accords Artemis, un texte censé servir de support juridique au programme d'exploration lunaire du même nom, mais qui contient une clause controversée sur la création de « zones de sécurité » qui seraient un moyen de privatiser l'exploitation de ressources lunaires.